# Uncover (EP)
Uncover – trzeci minialbum szwedzkiej piosenkarki Zary Larsson, wydany 16 stycznia 2015 przez wytwórnię Record Company Ten, Epic Records oraz Sony Music. Wydawnictwo ukazało się na rynku międzynarodowym, w tym w Stanach Zjednoczonych.
Na albumie znalazło się sześć anglojęzycznych kompozycji.

## Lista utworów
| Nr | Tytuł                     | Autorzy                                                          | Czas  |
| -- | ------------------------- | ---------------------------------------------------------------- | ----- |
| 1. | „Wanna Be Your Baby”      | Claude Kelly, Colin Norman, Marcus Sepermanesh                   | 3:04  |
| 2. | „Never Gonna Die”         | Ethan Lowery, Tommy Tysper                                       | 3:40  |
| 3. | „Uncover”                 | Robert Habolin, Gavin Jones, Marcus Sepermanesh                  | 3:33  |
| 4. | „Carry You Home”          | Elof Loelv                                                       | 4:14  |
| 5. | „She’s Not Me, Pt. 1 & 2” | Elof Loelv, Marcus Sepermanesh                                   | 5:32  |
| 6. | „Rooftop”                 | Rickard Göransson, Mathieu Jomphe, Nick Ruth, Marcus Sepermanesh | 3:59  |
|    |                           | Całkowita długość:                                               | 24:02 |